# Megalogomphus ceylonicus
Megalogomphus ceylonicus là loài chuồn chuồn trong họ Gomphidae. Loài này được Laidlaw mô tả khoa học đầu tiên năm 1922.